# 黒坂景久
黒坂 景久（くろさか かげひさ、? - 元亀元年（1570年））は、戦国時代の武将。通称勘解由左衛門、備中守。朝倉氏の家臣。

## 略歴
『 朝倉始末記』によれば弘治元年（1555年）、朝倉教景を大将として加賀に侵攻した際に軍功を挙げた。
また加賀一向一揆に対抗するために舟寄の地に館を構え坂井郡を治めたという。
元亀元年（1570年）姉川の戦いでは500の兵を率いて従軍し討死した。